# Hedroxena
Hedroxena é um gênero de traça pertencente à família Cosmopterigidae.